# Procanace flavescens
Procanace flavescens är en tvåvingeart som beskrevs av Ichiro Miyagi 1965. Procanace flavescens ingår i släktet Procanace och familjen Canacidae. Inga underarter finns listade i Catalogue of Life.